# 查德·史密斯
查德·蓋羅德·史密斯（1961年10月25日—）是美國音樂家，並自1988年起就擔任嗆辣紅椒的鼓手至今。除此以外，他還是硬式搖滾超級樂團大咖樂團以及由他主導的Chad Smith's Bombastic Meatbats的成員。
除了作為樂團成員外，史密斯還是位專業錄音室樂手，為葛倫·休斯、強尼·凱許、約翰·弗格蒂、珍妮佛·奈特勒斯、摇滚小子、杰克·巴格、艾未特兄弟、喬·沙翠亞尼、巨星·馬龍、艾迪·維達、拉娜·德雷、海爾希、杜娃·黎波等藝人及音樂家錄製作品。2007年，他參與的狄克西女子合唱團專輯《有志竟成》贏得了五項葛萊美獎。史密斯也先後為奧茲·奧斯本的專輯《平凡狂人》和《9號病人》合作作曲及錄製。
《Spin》雜誌在2013年5月將史密斯列為「100位最偉大的另類音樂鼓手」名單中的第10名。《節奏雜誌》2013年6月號的讀者調查中將史密斯與嗆辣紅椒貝斯手Flea評為有史以來第四偉大的節奏聲部組合。史密斯也因他的慈善工作而聞名，尤其十分支持對年輕音樂家的協助。他一直是支持美國公立學校音樂教育的遊說者。史密斯也是公共广播电视公司自2017年1月播出的音樂節目《Landmarks Live in Concert》的主持人。2012年，他做為嗆辣紅椒的一員入選摇滚名人堂。

## 外部連結
- 嗆辣紅椒官方網站 （页面存档备份，存于）
- 查德·史密斯 （页面存档备份，存于）於2020年在NAMM口述歷史計畫（英语：NAMM Oral History Program）的訪談